# Nadin Gejslerová
Nadin Gejslerová (rusky Надин Гейслер, vlastním jménem Naděžda Rossinská, rusky Надежда Россинская) je ruská humanitární pracovnice, politická vězenkyně a modelka. Do začátku ruské invaze na Ukrajinu Gejslerová pracovala jako fotografka. Po začátku ruské invaze na Ukrajinu začala sbírat peníze pro uprchlíky, pomáhala s odvozem zvířat z Ukrajiny a v Bělgorodu spoluzaložila skupinu nazvanou Armáda krásek (Армия красоток) na pomoc ukrajinským uprchlíkům. V únoru 2024 byla zatčena a zpočátku obviněna z veřejného nabádání k provádění činnosti vedoucí proti bezpečnosti státu. Později bylo obvinění zostřeno na podporu teroristické činnosti a vlastizradu, čehož se měla dopustit tím, že na Instagramu zveřejnila výzvu přispět ukrajinskému pluku Azov, který Rusko považuje za teroristickou organizaci. Gejslerová toto obvinění popírá a tvrdí, že nešlo o její účet. V červnu 2025 byla Gejslerová odsouzena k 22 letům vězení a pokutě 320 000 rublů.